# Чадыр-Лунгский Димитриевский монастырь
Чадыр-Лунгский Димитриевский монастырь — женский монастырь Кагульской и Комратской епархии Русской православной церкви в городе Чадыр-Лунга в Гагаузии.

## История
В сентябре 1972 года советские власти взорвали Свято-Димитриевский храм, который находился в центре города. 14-летний Дмитрий Кириогло вытащил из-под руин две уцелевшие иконы.
В конце 1980-х в Чадыр-Лунгу вернулся Димитрий Кириогло, который к тому времени уже закончил Московскую духовную академию. В 1988 году он собрал сотни подписей в поддержку прошения в Президиум Верховного Совета СССР о разрешении на постройку храма. Прошение было удовлетворено, но земля была выделена не в центре города, а на окраине возле кладбища. Стены новопостроенного храма расписывал сам о Димитрий вместе со своей дочерью Ксенией. О. Димитрий также сделал эскиз иконостаса в стиле балканской резьбы XVII века, который затем изготовили мастера с Украины.
7 октября 2000 года Священный синод РПЦ постановил преобразовать Свято-Дмитриевский приход в женский монастырь. 27 июля 2009 года настоятельницей монастыря назначена монахиня Елисавета (Попова).
В 2014 году монастырскому комплексу начали угрожать оползни. Тогда на укрепление земли вокруг комплекса обитель потратила около 400 тысяч леев, но уже через три года, весной 2017 года, бетонные опоры рухнули и монастырю вновь грозило разрушение. К концу 2017 года овраг вокруг монастыря был вновь укреплён, на этот раз при поддержке властей Гагаузии.
По состоянию на 2019 года в монастыре проживает 20 насельниц. Монастырский храм имеет два престола: во имя святого великомученика Димитрия Солунского и во имя святителя Николая Чудотворца. Возле храма находится духовно-просветительский центр, звонница с колоколами, кельи и хозяйственный корпус. Рядом расположены монастырские поля и виноградники общей площадью 5 гектаров. В монастыре хранятся две иконы из старого Свято-Димитриевского храма и найденная в колодце старинная копия Гербовецкой иконы Божией Матери.